# 49-та гвардійська ракетна дивізія (СРСР)
49-та гвардійська ракетна Станіславсько-Будапештська Червонопрапорна дивізія (49 гв. РД, в/ч 34154) — військове з'єднання в складі 43-ї ракетної армії Ракетних військ стратегічного призначення СРСР.

## Історія
Відповідно до директиви МО СРСР з 11 червня по 30 листопада 1960 року на базі управління 18-го гвардійського стрілецького Станіславсько-Будапештського Червонопрапорного корпусу СибВО була сформована 213-ракетна бригада. Місце дислокації управління бригади — м. Омськ (РФРСР). Командиром ракетної бригади був призначений Герой Радянського Союзу полковник Петро Семенович Курсанов. На підставі директиви Головного штабу РВСП від 13 квітня 1961 р. управління 213 РБр було переформовано в управління 49-ї ракетної дивізії, командиром залишився П. Курсанов. В листопаді 1961 року дивізії по спадкоємності було передано почесне звання — гвардійська, і почесне найменування, а також орден Червоного Прапора 18-го стрілецького корпусу і встановлено нове найменування — 49-та гвардійська ракетна Станіславсько-Будапештська Червонопрапорна дивізія. Річне свято дивізії було визначено на 11 червня.
Відповідно до директиви начальника Головного штабу РВСП від 1 жовтня 1962 року управління та спеціальні підрозділи дивізії виведені зі складу Омського ракетного об'єднання і передані в підпорядкування 50-ї ракетної армії (м. Смоленськ). Місцем дислокації штабу і управління 49-ї ракетної дивізії стало м. Ліда (БРСР). На той час в околицях Лідського району розміщувалися два ракетних полки (376-й — н.п. Гсзгали, 170-й — с. Бердовка), які входили до складу 32 РД (м. Постави). Ці два ракетних полки, а також 306-й (м. Слуцьк), 142-й (м. Новофудок), які входили до складу 31 РД (м. Пружани), стали основою для формування 49-ї ракетної дивізії. З 1976 року ракети Р-12 (SS-4) і Р-14 (SS-5) стали виводитися з бойового складу і замінюватися на нові рухливі ґрунтові ракетні комплекси РСД-10 «Піонер».
З січня 1980 року 49-та дивізія починає переозброюватися на новий ракетний комплекс РСД-10 «Піонер-УТТХ» . До кінця 1981 року 49-та дивізія заступила на бойове чергування, маючи на озброєнні комплекси «Піонер». В цей час в дивізії було п'ять ракетних полків: 56-й (м. Пружани), 170-й (н.п. Мінойти), 376-й (н.п. Гсзгали), 403-й (н. п. Ружани), 638-й (м. Слонім).
У 1984 році 49-та дивізія брала участь у великому навчанні «Захід-84».
У 1986 році дивізія відпрацьовувала завдання з подолання водної перешкоди дивізіоном СПУ по понтонній переправі через річку Німан в районі н. п. Селець, Гродненської області, БРСР.
У 1989—1990 роках 49 рд переозброїлася на мобільний БРК «Тополь».
26 листопада 1996 року з розташування дивізії була відправлена остання ракета РТ-2ПМ. З території Республіки Білорусь в Росію були виведені всі ракетні комплекси РС-12М «Тополь».
28 травня 1997 року був затверджений акт про розформування 49-ї ракетної дивізії.

## Склад

### 1962
- 85-й ракетний полк
- 142-й ракетний полк
- 170-й ракетний полк
- 306-й ракетний полк
- 376-й ракетний полк

### 1980
- 85-й ракетний полк
- 170-й ракетний полк
- 376-й ракетний полк
- 638-й ракетний полк

### 1985
- 56-й ракетний полк
- 170-й ракетний полк
- 376-й ракетний полк
- 403-й ракетний полк
- 638-й ракетний полк

### 1991
- 56-й ракетний полк
- 170-й ракетний полк
- 376-й ракетний полк
- 403-й ракетний полк

## Озброєння
У різні роки на озброєнні дивізії перебували:
- (1961—1976) Р-12 (8К63 / SS-4)
- (1981—1990) РСД-10 «Піонер-УТТХ» (15Ж53 / SS-20 mod.2)
- (1989—1996) РТ-2ПМ «Тополь» (15Ж58 / SS-25)

## Командири дивізії
- генерал-майор Петро Семенович Курасанов (1961—1965 рр.)
- генерал-майор Андрій Іванович Глушенко (1965—1970 рр.)
- генерал-майор Юрій Аверковіч Жуков (1970—1975 рр.)
- генерал-майор Федір Іванович Корсун (1975—1979 рр.)
- генерал-майор Володимир Олександрович Муравйов (1979—1982 рр.)
- генерал-майор Володимир Іванович Новіков (1982—1985 рр.)
- генерал-майор Віктор Харитонович Жарков (1985—1989 рр.)
- генерал-майор Олександр Васильович Козлов (1989—1994 рр.)
- генерал-майор Анатолій Євгенович Криве (1994—1995 рр.)
- генерал-майор Анатолій Іванович Іванцов (1995—1997 рр.)